# Rhodotorula mucilaginosa
Rhodotorula mucilaginosa (A. Jörg.) F.C. Harrison – gatunek grzybów z klasy Microbotryomycetes. Grzyby jednokomórkowe zaliczane do drożdży podstawkowych.

## Systematyka i nazewnictwo
Pozycja w klasyfikacji według Index Fungorum: Rhodotorula, Sporidiobolaceae, Sporidiobolales, Incertae sedis, Microbotryomycetes, Pucciniomycotina, Basidiomycota, Fungi.
Po raz pierwszy takson ten opisał w 1909 r. A. Jörgensen, nadając mu nazwę Torula mucilaginosa. Obecną nazwę nadał mu w 1927 r. Francis Charles St.Barbe Harrison, przenosząc go do rodzaju Rhodorotula. Ma ponad 50 synonimów. Niektóre z nich:
- Rhodotorula biourgei (Cif. & Redaelli) Krassiln. 1954
- Rhodotorula grinbergsii C. Ramírez & A.E. González 1984
- Rhodotorula ludwigii (H.W. Anderson) Krassiln. 1954
- Rhodotorula matritensis C. Ramírez, C.C. González & C. Gut.1981
- Rhodotorula rubra (Schimon) F.C. Harrison 1927
- Rhodotorula rubra (Demme) Lodder 1934

## Charakterystyka
Na agarze z 5% ekstraktem słodowym tworzy kolonie o barwie od szafranowopomarańczowej do koralowej, błyszczące (czasami matowe), śluzowate, o powierzchni zwykle gładkiej, ale czasami poszarpanej, z równym brzegiem. Po 6 dniach w temperaturze 20 °C komórki są kuliste do elipsoidalnych lub jajowatych, o wymiarach 1,5–4×4–12 µm, występują pojedynczo lub parami, a pączkowanie jest przeważnie polarne. Na płytkach Dalmau na agarze z mąką kukurydzianą pseudostrzępek brak lub słabo rozwinięte, składające się z łańcuchów wydłużonych komórek.
Asymiluje m.in. glukozę, galaktozę, sacharozę, rafinozę, trehalozę, maltozę, melizytozę, celobiozę, arabinozę, ksylozę, rybozę, etanol, glicerol.

## Chorobotwórczość
R. mucilaginosa jest szeroko rozpowszechniony, występuje w glebie, w powietrzu, na roślinach i na ciele zwierząt. Jest także jako komensal normalnym składnikiem mikroflory człowieka, występującym na skórze, paznokciach, w przewód pokarmowym, moczu i układzie moczowym. Normalnie nie powoduje chorób, jednakże w pewnych warunkach może stać się grzybem chorobotwórczym. Wraz z Rhodotula glutinis powoduje od 0,5 do 2,3% przypadków fungemii. Drożdże te mogą powodować miejscowe zakażenia u żywicieli z obniżoną odpornością i z prawidłową odpornością, a także fungemię u żywicieli z obniżoną odpornością lub pacjentów przebywających na oddziale intensywnej terapii. Większość zgłaszanych przypadków infekcji Rhodotorula (79%) jest spowodowana przez R. mucilaginosa. Miejscowe zakażenia dotyczyły głównie oczu. Zapalenie rogówki skutecznie leczy się za pomocą leczenia miejscowego, zapalenie wnętrza gałki ocznej ma jednak złe rokowanie i pacjenci często tracą wzrok. Odnotowano też takie choroby wywołane przez Rhodotorula jak zapalenie opon mózgowych, zakażenie protezy stawu, zapalenie otrzewnej, grzybica paznokci, owrzodzenie jamy ustnej, zapalenie skóry, zapalenie wsierdzia i zapalenie węzłów chłonnych. Większość pacjentów z takimi miejscowymi infekcjami przeżywa; jednakże niektóre przypadki zapalenia opon mózgowo-rdzeniowych okazały się śmiertelne. Najczęstszym czynnikiem ryzyka fungemii R. mucilaginosa jest cewnikowanie żyły centralnej lub żyły pępowinowej, zwłaszcza przy długotrwałym stosowaniu. Iinfekcji tym patogenem sprzyjają też nowotwory hematologiczne, chłoniak, białaczka, choroba krótkiego jelita, immunosupresja, choroby wątroby, przewlekła niewydolność nerek, stosowanie antybiotyków o szerokim spektrum działania i anemia sierpowatokrwinkowa. Wzrost zakażeń po 1985 r. spowodowany jest częstszym stosowaniem cewników do żył centralnych, a także supresją immunologiczną spowodowaną przeszczepami narządów lub szpiku kostnego, chemioterapią i AIDS.